# Mousa Shanan Zayed

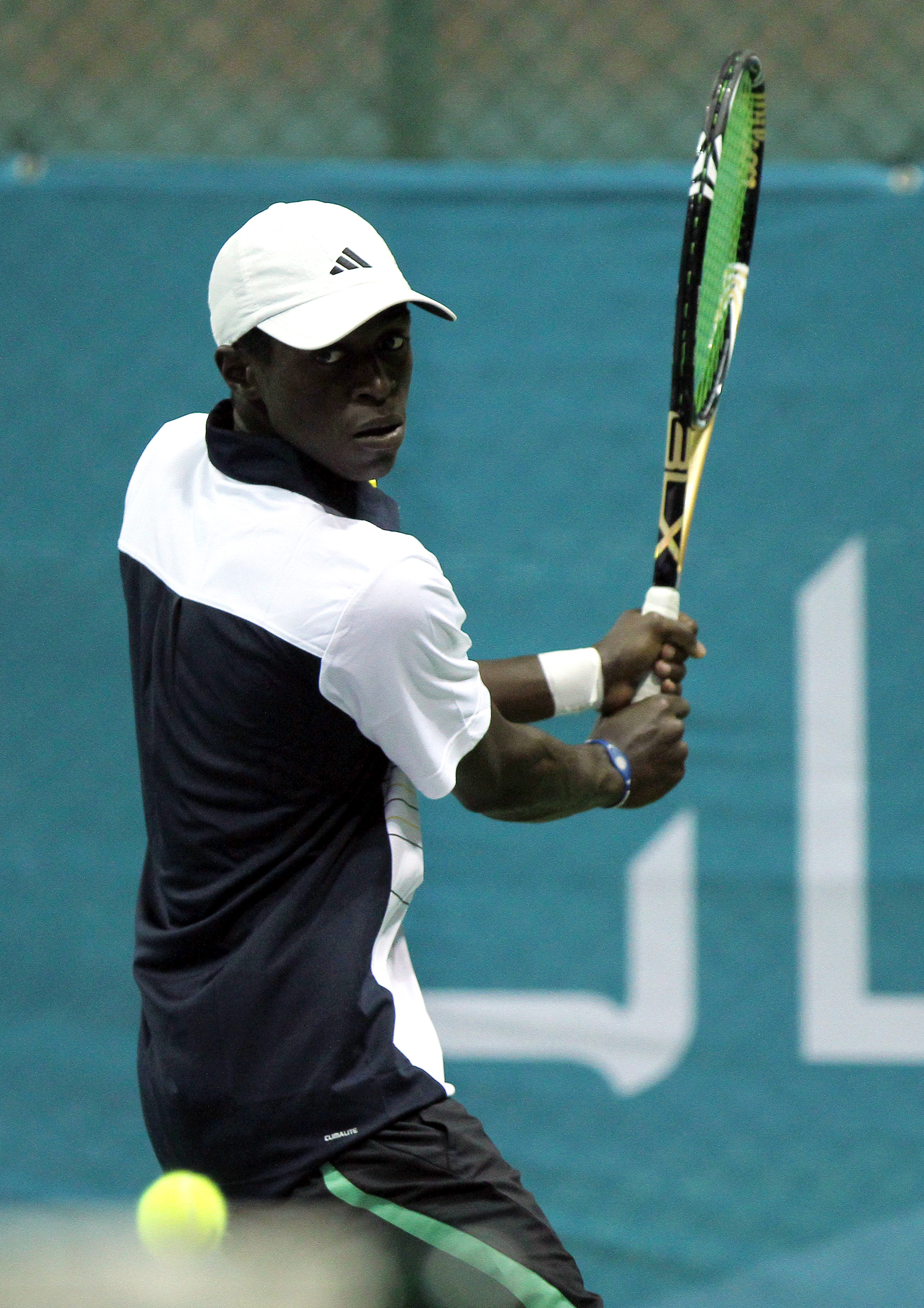
Mousa Shanan Zayed

Mousa Shanan Zayed (Doha, 9 de março de 1994) é um tenista profissional do Catar.

## Carreira
Zayed compete pela equipe do Catar na Copa Davis desde que ele tinha 14 anos, onde ele mantém um registro de 26 vitórias e 29 derrotas, sendo segundo maior número de vitórias para o país na competição.
Em 2013, Zayed recebeu wildcard e jogou a chave principal do ATP 250 de Doha, no Catar. Mas, saiu de quadra com derrota na primeira rodada contra Gael Monfils, da França. Pois o tenista francês, então 77º do mundo, aplicou um pneu logo no primeiro set (6/0) e no segundo, venceu por 6/3.
No início da temporada de 2014, Zayed recebeu mais uma vez um wildcard e disputou a chave principal do ATP 250 de Doha, no Catar, pelo segundo ano consecutivo. Porém, então com 19 anos e número 2129 do ranking, Zayed leva 'bicicleta' e perde para o britânico Andy Murray por duplo 6/0. A partida teve duração de 37 minutos (o primeiro set durou 16 minutos). Além da chave de simples, Zayed também disputou em 2014 a chave de duplas do ATP 250 de Doha. Mas, também não teve sorte, pois jogando ao lado do tunisiano Malek Jaziri, ele acabou derrotado na estreia do torneio para o brasileiro Bruno Soares e o austríaco Alexander Peya por 2 sets a 0, com parciais de 6/1 e 6/4.